# La Bazoge, Manche
 La Bazoge  là một xã thuộc tỉnh Manche trong vùng Normandie tây bắc nước Pháp. Xã này nằm ở khu vực có độ cao trung bình 203 mét trên mực nước biển.